# Laurence Gardner
Laurence Gardner (* 17. Mai 1943 in London Borough of Hackney; † 12. August 2010 in Exeter) war ein britischer Bestseller-Autor und Geschichtsrevisionist.

## Überblick
Laurence Gardner arbeitete als Historienforscher und Genealoge jahrzehntelang an der Erforschung und Entschlüsselung der mit dem Gral und seiner historischen und symbolischen Bedeutung zusammenhängenden Fragen. Zumindest im englischen Sprachraum war seine Buch-Trilogie zur Blutlinie des Grals ein Bestseller-Erfolg. Gardners Untersuchungen verfolgen einen genealogischen Zusammenhang, der den Gral als Symbol eines spirituellen Königtums sieht, dessen Spuren sich aus vorchristlicher Zeit, über die Blutlinie Jesu, schließlich bis in das schottische Königsgeschlecht der Stuarts verfolgen lassen.
Es gibt folglich gewisse Übereinstimmungen mit den ebenso umstrittenen Thesen des bekannten Buchs Der Heilige Gral und seine Erben sowie mit Dan Browns Erfolgsroman Sakrileg.
Daneben schrieb Gardner auch Librettos zu Opern, die in London an der Royal Opera und Covent Garden aufgeführt wurden.
Gardner lenkte auf seiner Webseite schon 2005, also lange vor der Discovery-Channel-Dokumentation von James Cameron, die Aufmerksamkeit auf das Talpiot-Grab und die Möglichkeit, dass es die sterblichen Überreste der Heiligen Familie enthalten haben könnte. Nach Ausstrahlung des Dokumentarfilms im März 2007 stellte er eine scharfe Kritik dieser Interpretation online.
Von Historikern und anderen Wissenschaftlern wird Gardner als Verschwörungstheoretiker, Pseudohistoriker und Pseudowissenschaftler gesehen und seine Thesen durchweg abgelehnt, da er z. B. in seinem neuesten Buch Das Geheimnis der Gralskönige (2006) die These vertritt, dass die sumerischen Götter der Anunnaki in Wahrheit Außerirdische von einem anderen Planeten unseres Sonnensystems seien, von denen auch die „Gralskönige“ bis hin zu Jesus abstammen sollen. In seinem Buch Lost Secrets of the Sacred Ark: Amazing Revelations of the Incredible Power of Gold (2004) behauptet Gardner des Weiteren, dass es eine fantastische Substanz namens „ORMUS“ (= weißes Pudergold, monatomares Gold) gäbe, mit deren Hilfe Menschen die Schwerkraft überwinden könnten, und dass dies schon in der Antike bekannt gewesen sei, wo die Bundeslade ihre magischen Kräfte angeblich dieser Substanz verdankte.
Eine gewisse Verbindung scheint zwischen Gardner und Ramtha’s School of Enlightenment des amerikanischen Channeling-Mediums J. Z. Knight zu bestehen, da beide in Danksagungen seiner Bücher erwähnt sind und in den USA sein Video The Real Truth über Ramtha’s School of Enlightenment zu beziehen ist.

## Auszeichnungen
- Auszeichnung als Autor des Jahres 1997 in Großbritannien für den Times-Bestseller Bloodline of the Holy Grail

## Werke
- Die Herren von Gral und Ring. Das Rätsel der Herrn der Ringe. 2006, ISBN 3-548-74317-X.
- Das Geheimnis der Gralskönige. Die Vorfahren Jesu und die Erblinie des Gral. 2006, ISBN 3-548-74316-1.
- Hüterin des Heiligen Gral. Maria Magdalena – die Frau Jesu. 2006, ISBN 3-404-64215-5.
- Das Vermächtnis des heiligen Gral. Die Nachfahren Jesu und die geheime Geschichte Europas. 1999, ISBN 3-453-16406-7.
- The Shadow of Solomon. The Lost Secret of the Freemasons Revealed. 2005, ISBN 0-00-721660-2.
- Lost Secrets of the Sacred Ark: Amazing Revelations of the Incredible Power of Gold. 2003, ISBN 0-00-714295-1.